# Gopiganj
Gopiganj é uma cidade e um município no distrito de Sant Ravidas Nagar, no estado indiano de Uttar Pradesh.

## Demografia
Segundo o censo de 2001, Gopiganj tinha uma população de 17,938 habitantes. Os indivíduos do sexo masculino constituem 52% da população e os do sexo feminino 48%. Gopiganj tem uma taxa de literacia de 63%, superior à média nacional de 59.5%: a literacia no sexo masculino é de 69% e no sexo feminino é de 55%. Em Gopiganj, 16% da população está abaixo dos 6 anos de idade.